# Râul Baraolt
Râul Baraolt (în maghiară Barót-patak) este un afluent al Oltului.